# Agente de viajes

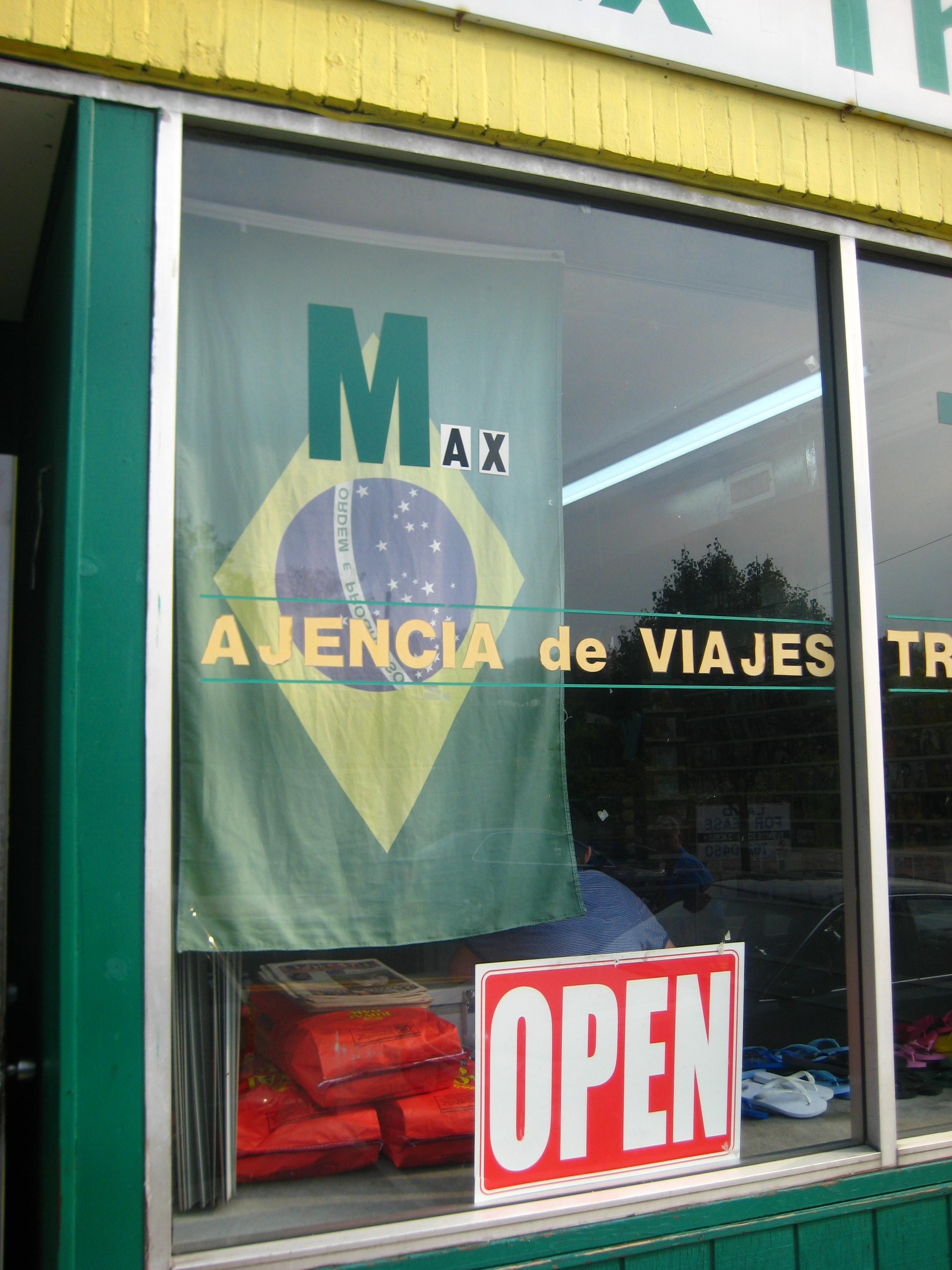
Agencia de viajes.

Un agente de viajes o asesor de viajes  es una persona que se encarga de vender, asesorar y gestionar la logística de viajes normalmente turísticos o de negocios, contratados por sus clientes.

## Formación y requisitos (México)
Para ser agente de viajes hay que cumplir los siguientes requisitos:
- En el caso de las Agencias De Viajes que las mismas se encuentren dadas de alta en la Secretaria De Turismo Federal
- Se puede tener una agencia de viajes propia o trabajar para otra.
- Certificarse a través de la AMAV (Asociación Mexicana De Agencias De Viajes)

## Funciones
- Asesoramiento personalizado en base al perfil y motivación de sus clientes sobre el destino del viajero, recomendando no sólo destinos, época apropiada para su visita y servicios adecuados a sus expectativas, como también facilitar los trámites pertinentes, y colaborar con la solución ante  cualquier eventualidad antes, durante y post viaje.
- Contratación del medio de transporte, avión, tren, autobús etc.
- Contratación del alojamiento, hoteles, hostales, albergues etc.
- Recomendacion del tipo de seguro de viaje apropiado para cada cliente.
- Compra de entradas a museos o espectáculos.
- Función de intermediario entre las partes.
- Realizar cambio de divisas en los casos que las leyes del país lo permitan.
- Ayuda con el trámite de visas y todo tipo de trámite y/o información complementaria para el éxito del viaje.
- Para su función de Asesor, su formación profesional abarca tantos campos como geografía, historia,  estadísticas, programación de circuitos y modificación personalizada de los mismos, como así también del conocimiento de la personalidad y detección de necesidades y deseos de sus potenciales clientes.

## Remuneración
Los agentes de viajes cobran sus tarifas libremente que pueden recibirse por ingresos directos de los clientes por la contratación de paquetes turísticos o por la comisión recibida de los proveedores turísticos.

## Curiosidades
- El británico Thomas Cook, (22 de noviembre de 1808 en Melbourne, Derbyshire, Inglaterra; † 18 de julio de 1892 en Leicester), Inglaterra, se considera que fue el primer agente de viajes profesional, contratando en 1845 su primer viaje concertado en tren.